# Doroud
Doroud (en persan : دورود / Dorud) est une ville de la province du Lorestan dans l'ouest de l'Iran située à 15 kilomètres du massif de l'Oshtoran Kuh dans les monts Zagros.
Le mot Doroud signifie « confluence » (l'endroit où deux rivières se rencontrent). « Do » signifie deux et « roud » signifie rivière. « Doroud » est aussi une façon de dire bonjour en persan.
La ville avait une population estimée à 118 547 habitants en 2006.
Doroud est aussi le nom d'un gisement de pétrole offshore situé à proximité de l'île de Kharg.

## Personnalités
- Mustafa Papi, acteur et metteur en scène de théâtre né à Doroud en 1981.